# Luminol

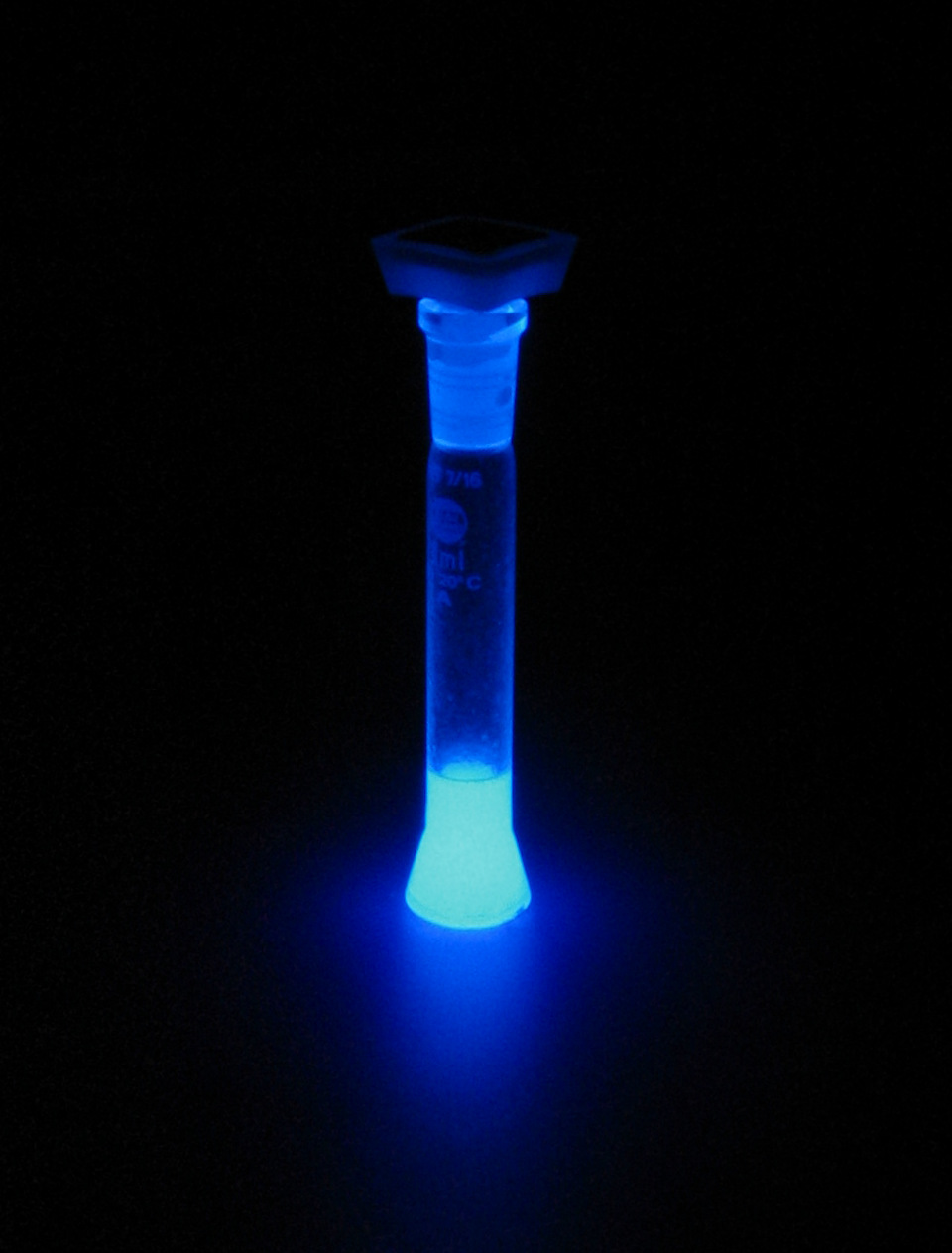
Chemoluminescencyjne właściwości luminolu

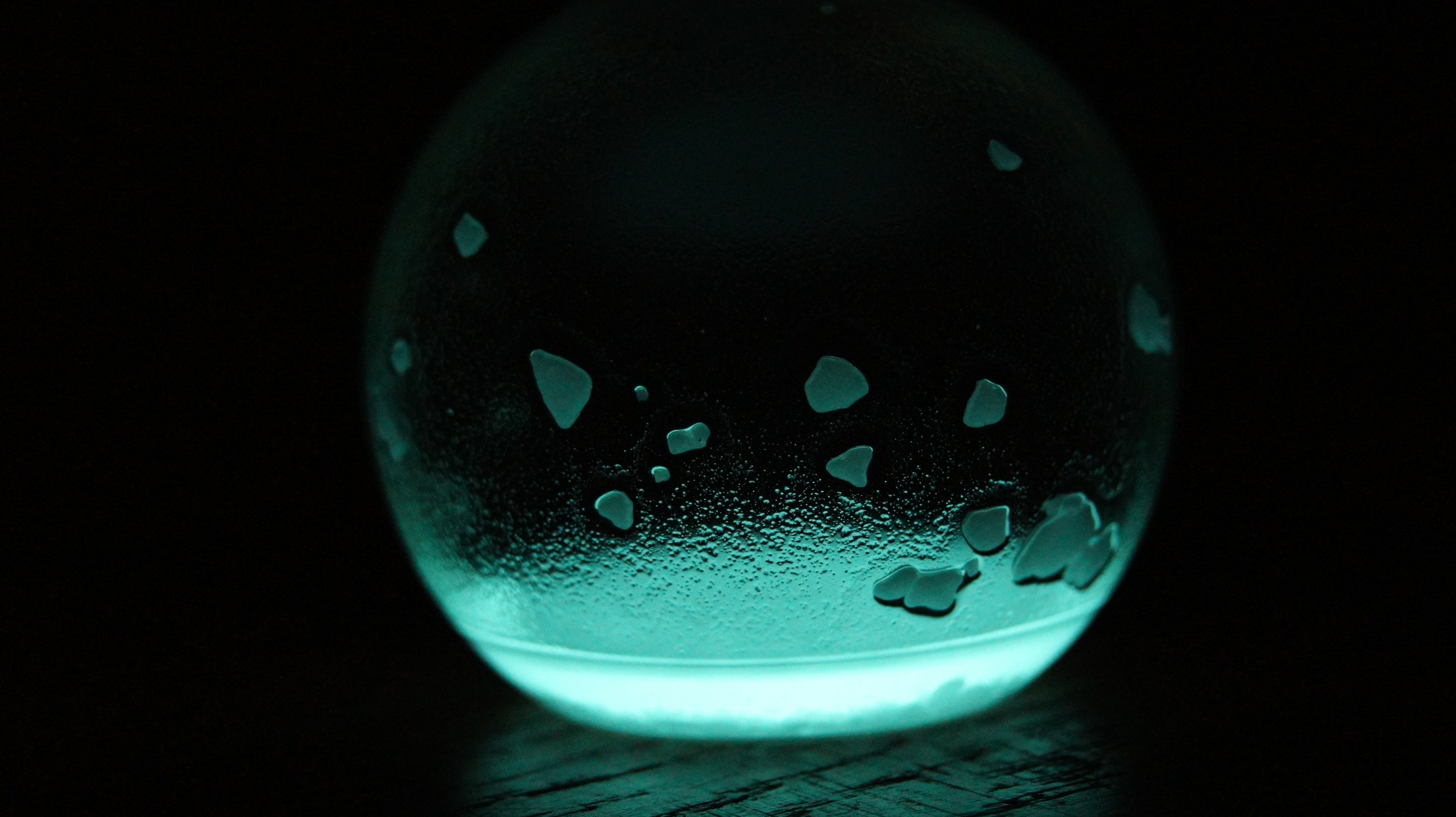
Roztwór luminolu w DMF

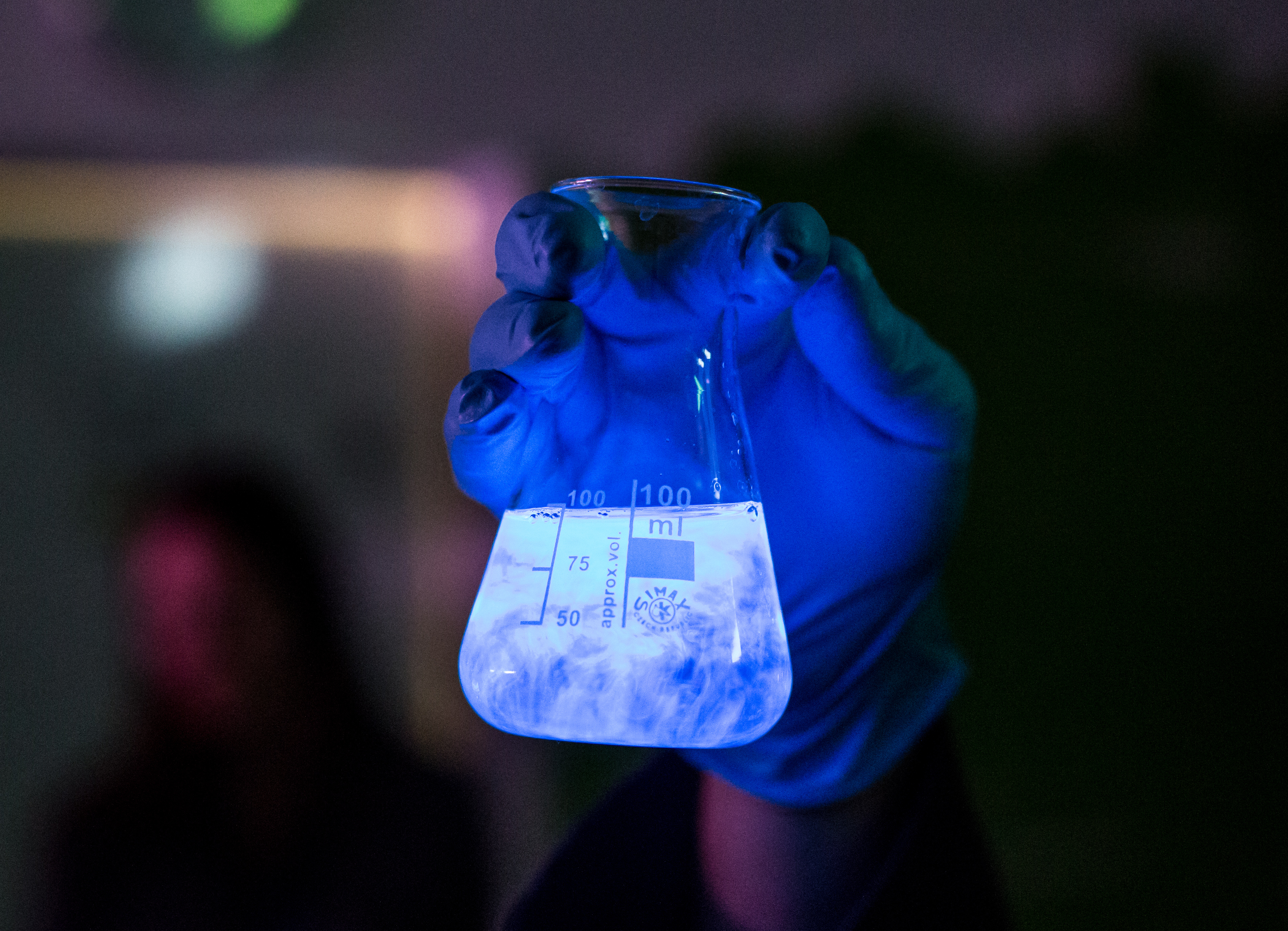
Świecenie luminolu w teście na obecność krwi, laboratorium, Centrum Nauki Kopernik

Luminol – organiczny związek chemiczny, hydrazyd kwasu ftalowego z grupą aminową w pierścieniu aromatycznym. Jest to substancja wykazująca chemiluminescencję związaną z utlenianiem luminolu w środowisku alkalicznym, w obecności określonych utleniaczy i aktywatorów jak np. heksacyjanożelazian(III) potasu K
3[Fe(CN)
6] czy siarczan miedzi CuSO
4. Barwa emitowanego światła widzialnego zależy od warunków utlenienia (głównie od użytych aktywatorów).
W roztworze wodnym luminolu wydajność kwantowa „świecenia” jest mała, ale w niektórych polarnych rozpuszczalnikach organicznych (np. DMSO lub DMF), wydajność ta może być nawet kilkanaście razy większa i może zachodzić nawet pod wpływem tlenu z powietrza, bez obecności dodatkowego aktywatora.

## Otrzymywanie
Luminol można otrzymać w wyniku ogrzewania kwasu 3-nitroftalowego z hydrazyną w wysokowrzącym rozpuszczalniku np. glicerolu. W wyniku reakcji kondensacji powstaje 3-nitroftalhydrazyd, który następnie poddaje się reakcji z ditionianem(III) sodu Na
2S
2O
4 w celu redukcji grupy nitrowej do grupy aminowej otrzymując luminol.

## Zastosowania
Luminol stosowany jest w kryminalistyce. Pozwala na ilościowe chemiluminescencyjne oznaczenie DNA. Ponadto stosowany jest również do oznaczania bardzo małych próbek ludzkiego DNA z włosów, plamek krwi, skrawków tkanek. Odnajdywanie śladów krwi jest możliwe dzięki spryskaniu podejrzanych miejsc roztworem luminolu z dodatkiem substancji utleniającej. Żelazo związane w hemoglobinie zadziała jak aktywator i będzie można zaobserwować świecące ślady krwi. Nawet jeśli miejsce było intensywnie sprzątane, świecące ślady mają dokładnie taki sam kształt jak dawno nieobecne ślady krwi. Luminol reaguje też z innymi wydzielinami. Ale na podstawie kształtu śladów, można ustalić czy była to krew z ran, w konkretny sposób zadanych. Uciążliwą wadą tej metody jest niszczenie wykrywanego DNA, co uniemożliwia ustalenie tożsamości ofiary.
Luminol może być związkiem karcynogennym.